# Toruń villamosvonal-hálózata
Toruń villamosvonal-hálózata (lengyel nyelven: Tramwaje w Toruniu) Lengyelország Toruń városában található. Összesen öt vonalból áll, a hálózat teljes hossza 22 km. Jelenlegi üzemeltetője az MZK Toruń.
A vágányok 1000 mm-es nyomtávolságúak, az áramellátás felsővezetékről történik, a feszültség 600 V egyenáram. 
A forgalom 1891. május 16-án indult el.